# Zisterzienserinnenabtei La Joie (Hennebont)

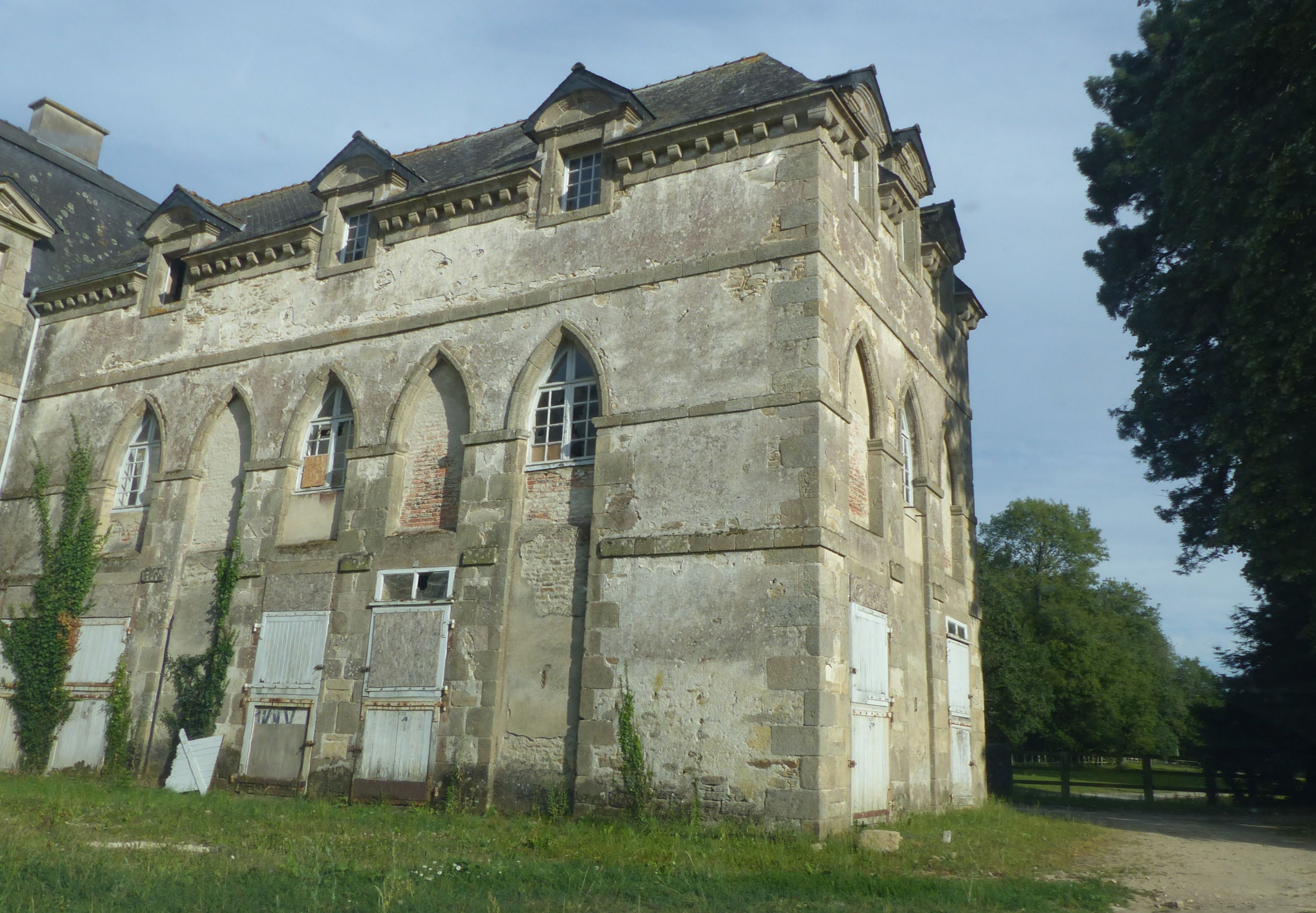
Kloster La Joie (2019)

Die Zisterzienserinnenabtei La Joie (Hennebont) war von 1260 bis 1792 ein Kloster der Zisterzienserinnen in Hennebont, Département Morbihan, Bretagne, Bistum Vannes in Frankreich. Den Namen „La Joie“ tragen auch die ehemaligen Zisterzienserinnenklöster Kloster La Joie (Nemours) und Kloster La Joie (Berneuil-sur-Aisne), sowie das heutige Kloster Campénéac.

## Geschichte
Nachdem Johann I. Herzog von Bretagne 1251 das Kloster Prières gestiftet hatte, folgte ihm 1260 seine Gemahlin Blanka von Navarra (1226–1283, auch: Blanka von Champagne) nach mit der Stiftung des Nonnenklosters La Joie Notre Dame („Maria Freude“) am Ufer des Blavet in Hennebont. Es wurde mit Zisterzienserinnen der Pariser Abtei Saint-Antoine-des-Champs besiedelt. 1512 durch Brand zerstört, wurde es 1693 wiederaufgebaut. 1652 gründete es das Tochterkloster Kerlot. Nach Schließung und Verkauf durch die Französische Revolution im Jahre 1792 kam es zum Teilabbau. Von 1857 bis in die jüngste Zeit wurde der Ort durch ein staatliches Gestüt genutzt. Der aus dem 17. Jahrhundert stammende stattliche Äbtissinnenbau (seit 1995 unter Denkmalschutz) enthält heute Ferienwohnungen. Das Beichtigerhaus (fälschlich als „Porterie“ bezeichnet, seit 1921 unter Denkmalschutz) gehört der Stadt. Ferner erinnert der Straßenname Impasse de l’Abbaye an das einstige Kloster.